# Peter Dutton
Peter Craig Dutton (ur. 18 listopada 1970 w Brisbane) – australijski polityk, na szczeblu stanowym będący członkiem Liberal National Party of Queensland (LNP), zaś na szczeblu federalnym należący do Liberalnej Partii Australii (LPA). Od 2001 poseł do Izby Reprezentantów. W latach 2013–2014 minister zdrowia i jednocześnie minister sportu, od grudnia 2014 do sierpnia 2018 minister imigracji i ochrony granic, od marca 2021 do maja 2022 roku minister obrony Australii. Lider Liberalnej Partii Australii od 30 maja 2022 roku.

## Życiorys

### Kariera zawodowa
Przez pierwsze lata swojej pracy zawodowej Dutton służył w policji stanowej Queensland, zajmując się przede wszystkim przestępczością narkotykową i na tle seksualnym. Po odejściu ze służby ukończył studia licencjackie w zakresie biznesu na Queensland University of Technology i zajął się pracą na własny rachunek.

### Kariera polityczna
W 2001 po raz pierwszy został wybrany do parlamentu federalnego jako kandydat LPA w okręgu wyborczym Dickson. W 2008 stanowe struktury LPA i Narodowej Partii Australii (NPA) połączyły się w Queensland w jedno ugrupowanie – LNP. Członkowie tej partii na szczeblu federalnym nie tworzą jednak własnej frakcji, lecz przyłączają się do klubów LPA lub NPA. W latach 2004–2007 należał do szerokiego składu (poniżej szczebla gabinetu) rządu premiera Johna Howarda, gdzie najpierw był wiceministrem zatrudnienia, a następnie wiceministrem skarbu (co w australijskim systemie politycznym odpowiada polskiemu wiceministrowi finansów). W 2007 wraz z całą swoją partią przeszedł do opozycji.
W 2008 był jedynym posłem LPA, który wstrzymał się od głosu w sprawie uchwały parlamentu wyrażającej przeprosiny dla tzw. skradzionych pokoleń (cała reszta jego partii głosowała za uchwałą). Po powrocie Koalicji do władzy w 2013 wszedł do gabinetu jako minister zdrowia i jednocześnie minister sportu. W czasie rekonstrukcji rządu w grudniu 2014 premier Tony Abbott przeniósł go na urząd ministra imigracji i ochrony granic. Zachował to stanowisko również w kolejnym gabinecie, utworzonym przez Malcolma Turnbulla.